# Croton madandensis
Espèce
Classification APG II (2003)
Croton madandensis est une espèce du de plantes à fleurs genre Croton et de la famille Euphorbiaceae présente au Zimbabwe et au Mozambique.